# 仲田千穂
仲田 千穂（なかた ちほ、1982年 - ）は、京都府出身の写真家。成安造形短期大学服飾文化学科卒。七彩工房所属。

## 経歴
短大時代の2001年に、鹿児島県の喜界島に咲く特攻花に興味を持ち写真を撮り始め、それ以降は毎年撮り続けている。
- 2005年 - 特攻花の写真集を出版、記念イベントとして特攻花写真展を大阪（心斎橋）、東京（六本木ヒルズ）、喜界島、金沢、舞鶴（引揚記念館）で開催した。
- 2008年 - 「「特攻花」って知ってる？」エッセイ本を発刊（しののめ出版）
- 2009年 - 「特攻花」写真集発刊（ポプラ社）

## 受賞歴
- 2003年 - 日本広告写真家協会 新人写真家賞受賞
- 2003年 - コダック最優秀新人賞受賞